# 裸茎老牛筋
裸茎老牛筋（学名：Arenaria griffithii）是石竹科无心菜属的植物。分布在哈萨克、阿富汗以及中国大陆的新疆等地，生长于海拔2,200米至3,000米的地区，多生于山地，目前尚未由人工引种栽培。

## 别名
裸茎雪灵芝（中国高等植物图鉴补编）

## 异名
- Arenaria meyeri Fenzl